# Hanna Lypkivska
Hanna Kostivna Lypkivska (en ukrainien : Ганна Костівна Липківська ; 18 mai 1967 - 24 mars 2021) est une théâtrologue ukrainienne,, .

## Biographie
En 2011, elle remporte le prix d'études théâtrales et de critique théâtrale de l'Union nationale des acteurs de théâtre d'Ukraine,. Elle a enseigné à l'université nationale de théâtre, de cinéma et de télévision IK Karpenko-Kary de Kiev.
Elle décède à Kiev le 24 mars 2021, à l'âge de 53 ans, de la COVID-19 lors de la pandémie de Covid-19 en Ukraine.